# ISO 3166-2:GN
ISO 3166-2:GN is een ISO-standaard met betrekking tot de zogenaamde geocodes. Het is een subset van de ISO 3166-2 tabel, die specifiek betrekking heeft op Guinee. 
De gegevens werden tot op 30 oktober 2014 geüpdatet op het ISO Online Browsing Platform (OBP). Hier worden 1 gouvernement - governorate (en) / gouvernorat (fr)  – , 7 administratieve regio’s - administrative region (en) / région administrative (fr) - en 33 prefecturen - prefecture (en) / préfecture (fr) – gedefinieerd.
Volgens de eerste set, ISO 3166-1, staat GN voor Guinee, het tweede gedeelte is een één- of tweeletterige code.

## Codes
| Code  | Naam        | Categorie             | Deel van |
| ----- | ----------- | --------------------- | -------- |
| GN-B  | Boké        | administratieve regio |          |
| GN-BF | Boffa       | prefectuur            | GN-B     |
| GN-BK | Boké        | prefectuur            | GN-B     |
| GN-FR | Fria        | prefectuur            | GN-B     |
| GN-GA | Gaoual      | prefectuur            | GN-B     |
| GN-KN | Koundara    | prefectuur            | GN-B     |
| GN-C  | Conakry     | gouvernement          |          |
| GN-F  | Faranah     | administratieve regio |          |
| GN-DB | Dabola      | prefectuur            | GN-F     |
| GN-DI | Dinguiraye  | prefectuur            | GN-F     |
| GN-FA | Faranah     | prefectuur            | GN-F     |
| GN-KS | Kissidougou | prefectuur            | GN-F     |
| GN-K  | Kankan      | administratieve regio |          |
| GN-KA | Kankan      | prefectuur            | GN-K     |
| GN-KE | Kérouané    | prefectuur            | GN-K     |
| GN-KO | Kouroussa   | prefectuur            | GN-K     |
| GN-MD | Mandiana    | prefectuur            | GN-K     |
| GN-SI | Siguiri     | prefectuur            | GN-K     |
| GN-D  | Kindia      | administratieve regio |          |
| GN-CO | Coyah       | prefectuur            | GN-D     |
| GN-DU | Dubréka     | prefectuur            | GN-D     |
| GN-FO | Forécariah  | prefectuur            | GN-D     |
| GN-KD | Kindia      | prefectuur            | GN-D     |
| GN-TE | Télimélé    | prefectuur            | GN-D     |
| GN-L  | Labé        | administratieve regio |          |
| GN-KB | Koubia      | prefectuur            | GN-L     |
| GN-LA | Labé        | prefectuur            | GN-L     |
| GN-LE | Lélouma     | prefectuur            | GN-L     |
| GN-ML | Mali        | prefectuur            | GN-L     |
| GN-TO | Tougué      | prefectuur            | GN-L     |
| GN-M  | Mamou       | administratieve regio |          |
| GN-DL | Dalaba      | prefectuur            | GN-M     |
| GN-MM | Mamou       | prefectuur            | GN-M     |
| GN-PI | Pita        | prefectuur            | GN-M     |
| GN-N  | Nzérékoré   | administratieve regio |          |
| GN-BE | Beyla       | prefectuur            | GN-N     |
| GN-GU | Guéckédou   | prefectuur            | GN-N     |
| GN-LO | Lola        | prefectuur            | GN-N     |
| GN-MC | Macenta     | prefectuur            | GN-N     |
| GN-NZ | Nzérékoré   | prefectuur            | GN-N     |
| GN-YO | Yomou       | prefectuur            | GN-N     |